# Arcoppia rugosa
Arcoppia rugosa är en kvalsterart som först beskrevs av Sandór Mahunka 1974.  Arcoppia rugosa ingår i släktet Arcoppia och familjen Oppiidae. Inga underarter finns listade i Catalogue of Life.